# Pallud
Pallud ist eine französische Gemeinde mit 792 Einwohnern (Stand 1. Januar 2022) im Département Savoie in der Region Auvergne-Rhône-Alpes. Sie gehört zum Kanton Ugine im Arrondissement Albertville.

## Geographie

### Lage
Pallud liegt auf 484 m wenige Kilometer nördlich von Albertville, 39 Kilometer ostnordöstlich der Präfektur Chambéry und 61 km südsüdöstlich der Stadt Genf (Luftlinie). Nachbargemeinden von Pallud sind Allondaz und Thénésol im Norden, Césarches und Venthon im Osten, Albertville im Süden und Mercury im Westen.

### Topographie
Die Fläche des 5,20 km²  großen Gemeindegebiets umfasst eine Erhebung in den östlichsten Ausläufern der Bauges, einem voralpinen Kalksteinmassiv. Diese Erhebung ist mit 842 m deutlich weniger ausgeprägt als die benachbarten Gipfelketten und beherbergt ein Waldgebiet, den Forêt du Tal. Ihr Ost- und Südhang bildet zwischen 480 m und 500 m eine Talschulter, auf die sich das Siedlungsgebiet von Pallud konzentriert. Die Schlucht des Arly im Osten und der Übergang zum flachen Schwemmboden der Isère im Süden markieren auf dieser Seite die Gemeindegrenze. Die Gemeinde liegt innerhalb des Regionalen Naturparks Massif des Bauges (französisch Parc naturel régional du Massif des Bauges). Der Gemeindeboden ist zu 55,7 % mit Wald bewachsen, zu 40 % landwirtschaftlich genutzt und zu 5,1 % bebaut.

### Gemeindegliederung
Auf dem Hangabsatz oberhalb des Arly liegen die Weilersiedlungen La Biolle, Les Charles, Les Chapelles und der Ortskern von Pallud. Über den weniger steil abfallenden Südhang oberhalb des Ortskerns verteilen sich außerdem weitere Weiler und Gehöfte, darunter Lançon (670 m), Bermond (660 m) und Chacroix (546 m).

## Geschichte
Pallud wurde 1139 als Villa Palludis erstmals urkundlich erwähnt und ist eine der vielen mindestens seit dem Hochmittelalter bestehenden Pfarreien im Isère-Tal (Ecclesia de Pallud, 1184). Zur Zeit des Ancien Régime bestand in Pallud eine kleine Herrschaft mit festem Haus, die zur Baronnie von Chevron (heutige Nachbargemeinde Mercury) gehörte und unter der Oberhoheit der Grafen von Savoyen stand.

## Sehenswürdigkeiten
Die Dorfkirche aus dem 19. Jahrhundert ersetzte einen mittelalterlichen Vorgängerbau und ist im Stil der Neuromanik errichtet. Auf einem Felsen am Ortsrand und über der Schlucht des Arly steht das Château de Bongain. Nachdem es während der Französischen Revolution beschädigt worden war, diente der verbliebene Baukörper lange Zeit als Bürgermeisteramt (mairie) und Dorfschule.

## Bevölkerung
| Jahr                       | 1962 | 1968 | 1975 | 1982 | 1990 | 1999 | 2006 | 2011 |
| Einwohner                  | 366  | 346  | 426  | 524  | 582  | 597  | 637  | 723  |
| Quellen: Cassini und INSEE |      |      |      |      |      |      |      |      |

Mit 792 Einwohnern (Stand 1. Januar 2022) gehört Pallud zu den kleinen Gemeinden des Département Savoie. Nachdem die Einwohnerzahl seit dem Anschluss Savoyens an Frankreich leicht rückläufig war (1861 wurden noch 492 Einwohner gezählt), wurde seit Mitte der 1970er Jahre wieder eine gleichmäßige Bevölkerungszunahme verzeichnet. Die Ortsbewohner von Pallud heißen auf Französisch Pallurain(e)s.

## Wirtschaft und Infrastruktur
Pallud war bis weit ins 20. Jahrhundert hinein ein vorwiegend durch die Landwirtschaft geprägtes Dorf. Daneben gibt es heute einige Betriebe des lokalen Kleingewerbes. Mittlerweile hat sich das Dorf vor allem zu einer Wohngemeinde entwickelt. Viele Erwerbstätige sind Wegpendler, die im angrenzenden Albertville ihrer Arbeit nachgehen.
Die Ortschaft liegt abseits der größeren Durchgangsstraßen an einer Departementsstraße, die von Albertville ins Dorf und weiter zu den verschiedenen Gemeindeteilen von Mercury führt. Im benachbarten Albertville befinden sich der nächste Autobahnanschluss an die A430 sowie ein Bahnhof an der Bahnstrecke Saint-Pierre-d’Albigny–Bourg-Saint-Maurice. Als Flughäfen in der Region kommen Chambéry-Savoie (Entfernung 63 km) und Genf (96 km) in Frage.
In Pallud befindet sich eine Grundschule (école primaire).